# Afera Plame
Afera Plame ili Plamegate je naziv za američki politički skandal koji je nastao nakon što je u srpnju 2003. godine konzervativni kolumnist Washington Posta Robert Novak u svojoj kolumni Valerie Plame, suprugu bivšeg veleposlanika Josepha C. Wilsona, razotkrio kao agenticu CIA-e.
Wilson je izjavio kako smatra da je to razotkrivanje odmazda Bushove administracije za njegov skeptičan stav prema navodima da je Irak nastojao u Nigeru dobaviti sirovine za izradu nuklearnog oružja - jedan od glavnih povoda za američku invaziju na Irak. 
S obzirom na to da je Plamein status agenta bio službena tajna, njeno razotkrivanje predstavlja kršenje američkih zakona te je pokrenuta istraga koju je vodio specijalni tužitelj Patrick Fitzgerald. Njegov je zadatak utvrditi tko je Novaku od službenih osoba odao Plamein status. 
Među imenima su se uglavnom spominjali bivši portparol Bijele kuće Ari Fleischer, Bushov glavni politički savjetnik Karl Rove, potpredsjednik Dick Cheney te Cheneyev pomoćnik Lewis "Scooter" Libby. Potonji je 28. listopada 2005. formalno optužen za krivokletstvo i ometanje pravde te je odmah podnio ostavku. 6. ožujka 2007. je proglašen krivim.
Istraga je formalno završena. Kao osoba koja je Novaku odala identitet Valerie Plame se već ranije javio Richard Armitage, visoki dužnosnik State Departmenta.